# Gian Paolo Mele
 Gian Paolo Mele Corriga, né le 10 juin 1944 à Nuoro et mort dans la même ville le 15 février 2018 est un chef d'orchestre, compositeur et ethnomusicologue italien,  érudit de la musique populaire et traditions populaires sardes.

## Biographie
Gian paolo Mele Corriga est né à Nuoro le 10 juin 1944. Il a étudié l'ingénierie à Parme et Cagliari. Déjà très jeune, il s'intéressait à l'ethnomusicologie; il est devenu directeur du Coro di Nuoro (Chœur de Nuoro), et il a édité des disques et de la production audiovisuelle. à l'âge de 73 ans.
« Premier maître de Folklore  » en Sardaigne depuis 1981, il est également l'auteur de la musique du film Ballo a tre passi de Salvatore Mereu (2003).
Engagé en politique, il a été administrateur de la Municipalité de Nuoro, conseiller E. S. I. T. et  I. S. R. E..

## Publications
- Parole in bertula, Nuoro, 1995
- Peonie di un'alba rossa, Sassari, 1997
- Dissertazioni sul canto popolare in Sardegna, Nuoro, 2002
- Lo scialle, Decimomannu, 2004	 (ISBN 88-88268-12-X)
- Gli impareggiabili figli di Nur , Cagliari, 2005  (ISBN 88-88268-14-6)
- Mandorle amare, Sassari, 2009
- La musica popolare della Sardegna : ricerca etnofonica ed etnografica, Sassari, 2010
- Il califfo , ed. Albatros, Roma, 2013  (ISBN 978-88-567-6428-4)